# كليمنتين هنتر
كليمنتين هنتر (بالإنجليزية: Clementine Hunter)‏ هي رسامة أمريكية، ولدت في 1889 في لويزيانا في الولايات المتحدة، وتوفيت في 1988 في مقاطعة نتشتوشس في الولايات المتحدة.

## وصلات خارجية
- كليمنتين هنتر على موقع الموسوعة البريطانية (الإنجليزية)